# Хатояха (приток Якунемеяхи)
Хатояха (устар. Хотый-Яха, устар. Хатый-Яха) — река в России, протекает по Пуровскому району Ямало-Ненецкого АО. Устье реки находится в 64 км по правому берегу реки Якунемеяха. Длина реки составляет 28 км.
Система водного объекта: Якунемеяха → Айваседапур → Пур → Карское море.
В 11 км по левому берегу впадает река Вылюяха с озером Вылюягунто.

## Данные водного реестра
По данным государственного водного реестра России относится к Нижнеобскому бассейновому округу, водохозяйственный участок реки — Пур, речной подбассейн реки — подбассейн отсутствует. Речной бассейн реки — Пур.
Код объекта в государственном водном реестре — 15040000112115300058739.